# Wadena, Minnesota
Wadena [wəˈdiːnə] är en stad i Wadena County, och Otter Tail County, i delstaten Minnesota. Enligt 2010 års folkräkning hade Wadena 4 088 invånare. Staden är administrativ huvudort i Wadena County.